# Erindringens bestandighed
Erindringens bestandighed (spansk: La persistencia de la memoria; catalansk: La persistència de la memòria) er et maleri fra 1931 af den spanske kunstner Salvador Dalí. Det er et af hans mest kendte værker, som introducerer de "smeltende" ure, som indgår i mange af hans efterfølgende værker.
Ifølge kunstneren var hovedinspirationen for maleriet en moden camembert-ost. Efter at have studeret ostens bløde og udflydende form vendte han tilbage til et tidligere uafsluttet maleri af de glatte klipper på den catalanske kyst, og i løbet af to timer havde han udtænkt motivet med smeltende ure og havde også tilføjet den hvilende, hudfarvede skabning midt i billedet.
De "smeltende" ure kan symbolisere tidens gang, som man oplever det under søvnen. Urene er gået i stå på forskellige tidspunkter, hvilket understreger en følelse af tidløshed og forstærker det stivnede og drømmeagtige. Det orange ur nederst til venstre af maleriet er dækket af myrer, som Dalí ofte benyttede i sine malerier som et symbol for døden og som symbol på kvindelige kønsorganer.
Den udflydende skabning midt i billedet anvendte Dalí i flere perioder til at repræsentere sig selv. Den kan opfattes som en efterligning af kunstnerens profil med lange, insektlignende øjenvipper og et penislignende fremspring ud af næsen. Den kan opfattes som en af de utydelige skabninger, der ofte kan optræde i drømme, og hvis form og sammensætning drømmeren ikke kan lokalisere nøjagtigt. Det lukkede øje kan tyde på, at skabningen selv er i en drømmetilstand.
De realistisk malede, forrevne klipper til højre repræsenterer spidsen af Cap de Creus-halvøen i det nordøstlige Catalonien, hvor Dalí voksede op og senere boede som ældre. Mange af Dalis malerier er inspireret af det catalanske landskab.

## Ekstern henvisning
- Reproduktion af "Erindringens bestandighed" Arkiveret 28. september 2013 hos  Wayback Machine

| Kunst | Spire Denne artikel om kunst er en spire som bør udbygges. Du er velkommen til at hjælpe Wikipedia ved at udvide den. |